# Déforestation au Costa Rica

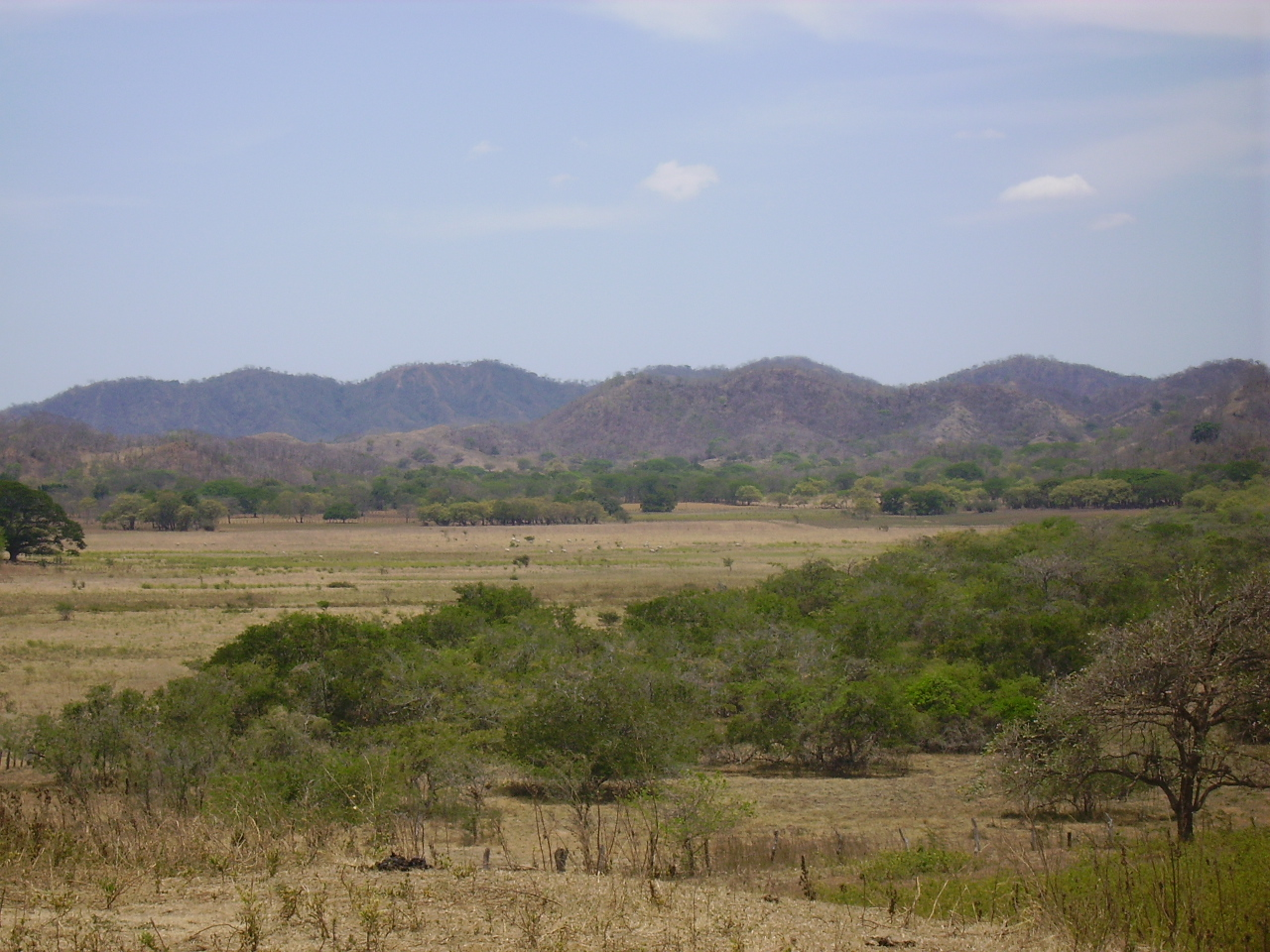
Pampa Guanacasteca au Costa Rica

La déforestation au Costa Rica représentait une menace sérieuse pour la biodiversité, mais un programme ambitieux a été mis en place et la protection de la nature y est devenue une priorité nationale.

## Historique
Au XVIe siècle lors de l'arrivée des conquistadors, le Costa Rica était presque entièrement couvert de forêts naturelles. Quelques zones étaient déboisées pour la culture du maïs et du manioc en particulier.
Entre les années 1950 et 1979, le taux de couverture est rapidement passé de 75 % à 35 %, pour descendre même à 26 % en 1985.
Le Costa Rica a été un des pays où la déforestation a été très importante dans les années 1950, mais c'est devenu un pays pionnier dans la préservation des forêts. De nos jours, 50 % du territoire est couvert de forêts préservées dans des parcs nationaux ou des réserves.